# Phelocalocera peregrina
Phelocalocera peregrina är en skalbaggsart som först beskrevs av Thomson 1857.  Phelocalocera peregrina ingår i släktet Phelocalocera och familjen långhorningar. Inga underarter finns listade i Catalogue of Life.